# Julius Fressel

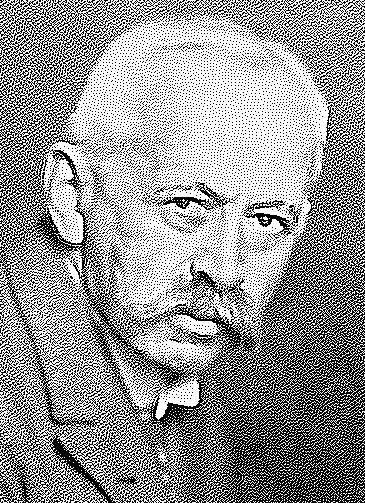
Julius Fressel, um 1920

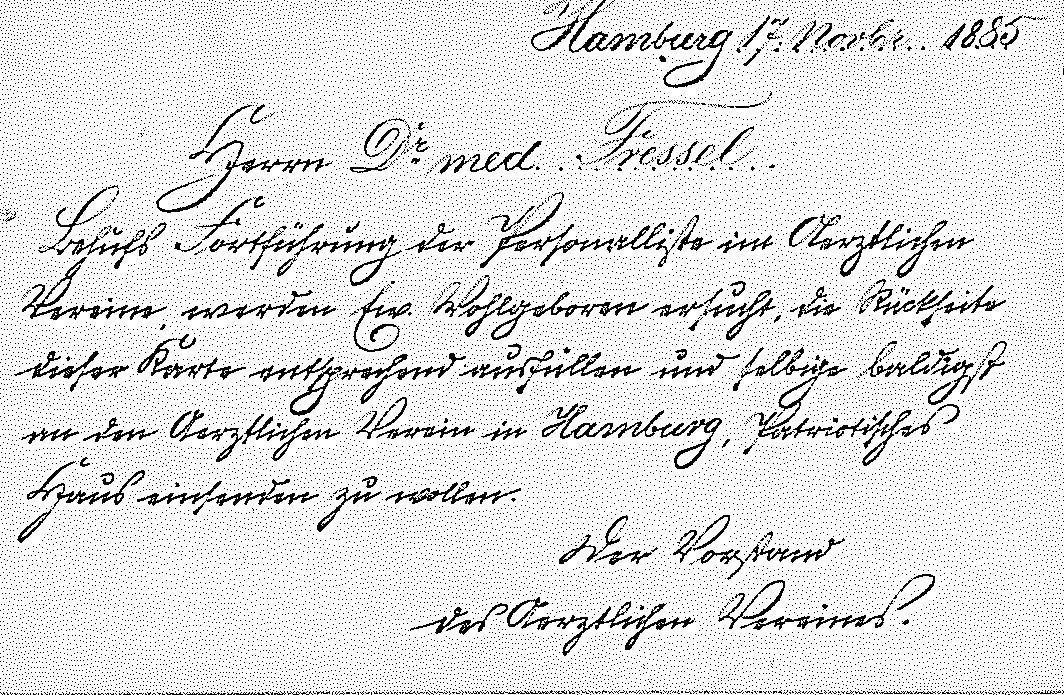
Mitgliedskarte Ärztlicher Verein Hamburg

Julius Fressel (* 25. Dezember 1857 in Lüneburg; † 5. Mai 1947 in Hamburg) war ein deutscher Geburtshelfer und der erste Ärztliche Direktor der Hamburger Frauenklinik Finkenau.

## Leben
Fressel erhielt seine Ausbildung in Göttingen, wo er 1881 zum Dr. med. promoviert hatte. Fressel war Mitglied der Corps Hasso-Borussia (1876) und Brunsviga Göttingen (1878). Nach Hamburg kam er  als 2. Arzt der Entbindungsanstalt in der Pastorenstraße und siedelte mit ihr in die neue Klinik in Eppendorf über. 1909 übernahm er die kommissarische Leitung dieser Klinik. 1913 wurde er als Leitender Oberarzt und Hebammenlehrer zur Finkenau (Hamburg) versetzt, zuerst als Leiter der Baukommission und nach der Eröffnung als Leiter der Anstalt. Sie war eine der größten Frauenkliniken in Deutschland. Zugleich war Fressel bis zum Ende des Ersten Weltkriegs Leiter des Reservelazaretts VII, Abt. Finkenau. 1918 wurde er mit dem Professorentitel ausgezeichnet und 1920 zum Ärztlichen Direktor der Finkenau ernannt. Am 31. Mai 1923 trat er in den Ruhestand. Im November 1933 unterzeichnete er das Bekenntnis der deutschen Professoren zu Adolf Hitler. Nach Fressel wurde 2010 die Julius-Fressel-Straße auf der Uhlenhorst benannt. Im Mai 2014 wurde die Straßenbenennung vom Bezirksamt Hamburg-Nord gegen die Stimmen der CDU rückgängig gemacht und zu Dorothea-Bernstein-Weg umbenannt. Dorothea Bernstein, Jg. 1893, wurde 1941 nach Łodz deportiert (siehe auch Liste der Stolpersteine in Hamburg-Uhlenhorst).